# 业务数据点
业务数据点（英語：Service Data Point，简称SDP）是GSM智能网中的一个节点，它负责提供签约用户信息。如果一个GSM网元需要关于签约用户的信息的话，它就会向SDP查询该信息。
运营商必须在SDP中定义所有的费率计划。SDP会被定期地查询，以评估该签约用户的当前呼叫是否仍然有效。有效性评估是通过若干条件来进行的：
- 用户余额能够满足用户所请求的业务的收费。
- 根据用户的资费计划，他/她有资格使用该业务。